# Calamagrostis decipiens
Calamagrostis decipiens là một loài thực vật có hoa trong họ Hòa thảo. Loài này được (R.Br.) Govaerts mô tả khoa học đầu tiên năm 1999.